# Moros (Stargate)
Moros, también llamado MyRdDiN o Merlín, es un personaje ficticio de las series de televisión de ciencia ficción Stargate SG-1 y Stargate Atlantis.
Moros era el Alto Consejero de Atlantis durante los días del primer asedio de la ciudad, y fue uno de los más influyentes Antiguos de la serie. Indirectamente introdujo a los Ori en Stargate SG-1, también fue el responsable del diseño del arma anti-Ori, el Sangraal, que desempeña un papel fundamental en la décima temporada de la serie. Él finalmente regresó a la Tierra y ascendió, donde adoptó el nombre MyRdDiN o Merlín, y dio lugar al carácter en la leyenda de Arturo. Moros fue nombrado después como Moros en la leyenda griega, la personificación de la inminente ruina y la destrucción, lo que refleja lo que vieron los aldeanos en la aldea de Camelot. Moros es una palabra griega que significa "mudo".

## Historia
Durante los días del primer sitio de Atlantis, unos diez milenios atrás, cuando se hizo evidente que la guerra contra los Wraiths no podía ser ganada, Moros y el consejo decidieron hundir la ciudad para protegerla de los Espectros, y finalmente viajar a través del Stargate a la Tierra.
En el episodio "Before I Sleep", una versión alternativa de Elizabeth Weir que habían viajado atrás en el tiempo, fue traída ante el consejo. A pesar de que Moros siempre había sido un feroz oponente de Janus acerca de los experimentos sobre viajes en el tiempo, escuchó sus motivos para ser enviada de vuelta al futuro. Él finalmente negó su solicitud con el fin de proteger la línea del tiempo, y reprendió fuertemente a Janus, por la construcción del dispositivo en primer lugar. Convencida de que Weir viajó a la Tierra con los demás Antiguos, Moros fue uno de los últimos Antiguos en dejar Atlantis. Un registro visual de él todavía permanece en la base de datos de la ciudad.
En el episodio "The Pegasus Project", se reveló que Moros, que finalmente llegó a ser conocido como MyRdDiN, se recluyó a sí mismo en la meditación, donde aprendió a ascender.
Sin embargo, él se convenció de que los Ori, que también habían aprendido a ascender, se convertirían algún día en una amenaza para los seres humanos en la Vía Láctea, e incluso para los Antiguos que ni siquiera tomaron las precauciones necesarias para defenderse, y tenían que ser detenidos. Entonces escogió convertirse en humano nuevamente e ir a la Tierra, pero siguió manteniendo la mayor parte de los conocimientos y poderes que había adquirido a través de su ascensión. Durante un tiempo, él fue el más poderoso ser en el planeta.
Durante este tiempo, MyRdDiN talló una tableta en un dialecto Antiguo que conducía a Avalon, que finalmente terminó en las manos de Vala Mal Doran y el SG-1, alertando a los Ori de la presencia de seres humanos en la Vía Láctea y provocando los acontecimientos de las temporadas 9 y 10, que MyRdDiN tenía la esperanza de evitar.
Si bien diseñó un arma para luchar contra los Ori, confió sus secretos a un pequeño número de nobles, a los que se dio a conocer como Merlin. Uno de estos nobles fue el Rey Arturo. El arma que trató de construir se conoce como Sangraal, Piedra de Sangre o Santo Grial.
Sin embargo, los Antiguos no apoyaban la investigación para el diseño de un arma que podrían, eventualmente, ser utilizada en su contra, y enviaron a la Antigua ascendida Morgana le Fay para vigilarlo. A la larga, MyRdDiN construyó un dispositivo de "cambio de fase" conocido como Manto de Arturo para ocultar su el trabajo de ellos.
En este dispositivo escondió la dirección de un planeta donde supuestamente se escondió el arma, Camelot. Terminó el dispositivo en la Tierra y se escondió allí. Merlin dejó un mensaje holográfico de sí mismo en la biblioteca de la aldea, junto con varios objetos valiosos, defendidos por campos de fuerza, puertas ocultas y un caballero holográfico.
En el episodio "Camelot", el SG-1 se entera de que el Rey Arturo y sus caballeros partieron en una búsqueda para localizar el Sangraal, viajaron a tres tierras lejanas: Castiana, Sahal, y Vagonbrei. La dirección de la puerta de Vagonbrei fue descubierta poco después por Daniel Jackson, y con la ayuda de la ascendida Morgana le Fay, las direcciones de los otros dos planetas fueron descubiertos en la base de datos de Atlantis. El SGC buscó subsecuentemente en los tres planetas, pero los encontró vacíos. Sin embargo, varias semanas más tarde, con la información proporcionada a Vala Mal Doran por Adria, se pudo extrapolar la dirección de una única puerta a partir de los símbolos de las direcciones de cada uno de los tres mundos.
El planeta en cuestión era indetectable desde el espacio, protegiéndolo de los Ori y haciéndolo accesible solo por Stargate. Después de superar varios de los enigmas y trampas sobre el planeta, el SG-1, junto con el Goa'uld Ba'al, fueron transportados a una cueva en un lejano planeta. Después de haber dejado al Orici detrás, el SG-1 descubrió que el arma de Merlín fue destruida por Morgana le Fay, que sabía que los Antiguos enviarían a alguien más a destruirla si ella no lo hacía. El SG-1 también encontró a Merlin en éxtasis, que había sido puesto así para que un día puede construir el arma de nuevo. Morgana también había creado un elaborado sistema de defensa en torno a la ubicación de la tumba de éxtasis de MyRdDiN, que consiste en un poderoso transportador que transporta la cámara de la tumba a un número aleatorio de mundos fuera de la red normal de Stargates para evitar que los Ori lleguen a ella.
Finalmente, MyRdDiN fue despertado del éxtasis por el SG-1 y, creyó que estos eran los miembros de los Caballeros de la Mesa Redonda hasta que le explicaron la situación (Él confundió a Samantha Carter con Ginebra, al Coronel Mitchell con Percival, a Daniel Jackson con Galahad, y a Ba'al con Mordred). Desafortunadamente, su cuerpo se había deteriorado mucho durante los 1000 años que había estado en éxtasis. Trató de construir el Sangraal pero, al darse cuenta de que no podía completar la tarea, le trasladó su conciencia en una versión modificada del Depósito del Conocimiento Antiguo a Daniel Jackson para que completara su trabajo. Su cuerpo murió poco después de reconfigurar el dispositivo, después de haber vivido cuatro vidas, mientras que su conciencia residía en Daniel Jackson, con el dispositivo ajustado para restablecer a Daniel al estado en que fue, antes de usar el Depósito del Conocimiento Antiguo, después de un cierto período transcurrido.
Merlin y Jackson elaboran un plan juntos para poder terminar el Sangraal y, enviarlo a la galaxia Ori utilizando el Supergate de P3Y-229. Merlin protegió la mente de Jackson de la transformación en Prior que Adria infligió en él, para que pudiera engañarla y que les permitiera completar el Sangraal, creyendo que sería utilizado contra los Antiguos. Poco después de que Jackson enviara el Sangraal a la galaxia Ori con la ayuda del SG-1 y la mente de Merlín, la pre-programada restauración que Merlin codificó en el ADN de Jackson se activó, restablecimiento a Jackson a su estado normal y borrando la conciencia de Merlin de su mente, marcando así la muerte de éste.